# Marcel Givierge
Marcel Givierge (* 27. Juli 1871 in Paris; † 17. August 1931 in La Trimouille) war ein französischer Brigadegeneral (französisch Général de brigade) und erfolgreicher Kryptologe im Ersten Weltkrieg.

## Leben
Der Sohn eines Kurzwarenhändlers besuchte ab 1892 die Elitehochschule École polytechnique nahe Paris und entschied sich anschließend für die Truppengattung Artillerie des französischen Heeres. Er studierte Englisch und Russisch an der École supérieure de guerre (deutsch etwa „Höhere Kriegsschule“) in Paris, bevor er 1909 zum dortigen Militärkommando abkommandiert wurde. Ab dem 23. Januar 1912 diente er, inzwischen zum Capitaine (deutsch Hauptmann) befördert, im persönlichen Stab des damaligen Kriegsministers Alexandre Millerand (1859–1943). 
Während des Ersten Weltkriegs war er Chef der Chiffrierabteilung (französisch Chef de la Section du Chiffre) im Grand Quartier général (Pendant zum deutschen Großen Hauptquartier). Während dieser Zeit brach er vor allem den Code der deutschen U-Boote.
Kurz nach dem Krieg verfasste er eine Reihe von Fachartikeln, wie 1922 Les machines à cryptographier et leurs applications dans la télégraphie sans fil (deutsch etwa „Schlüsselmaschinen und ihre Anwendungen in der Funktechnik“), sowie mehrere Bücher zur Kryptologie. Ein von ihm aufgestellter Rat lautet: Chiffrez bien, ou ne chiffrez pas. En transmettant du clair, vous ne donnez qu'un renseignement à l'ennemi et vous savez lequel; en chiffrant mal, vous lui permettez de lire toute votre correspondance et celle de vos amis. (deutsch „Gut verschlüsseln oder gar nicht verschlüsseln. Wenn Sie Klartext senden, geben Sie dem Feind nur eine Information und Sie wissen, welche; durch schlechtes Verschlüsseln gestatten Sie ihm, Ihre gesamte Korrespondenz und die Ihrer Freunde zu lesen.“)
Nachdem er 1925 zum Colonel (deutsch Oberst) befördert worden war, endete seine militärische Karriere 1931 als Brigadegeneral der Artillerie. Zuvor, im Dezember 1918, war er bereits zum Offizier der Ehrenlegion (französisch Officier de la Légion d’Honneur) ernannt worden. Dem folgten am 10. Juli 1931 die Ernennung zum Commandeur und am 10. November 1931 zum Grand Officier.
Der französische Staatsmann Georges Clemenceau (1841–1929) bezeichnete ihn als einen sehr guten Kryptologen. Eines seiner Bücher, der Cours de cryptographie, diente im Jahr 1929 an der Universität Posen zur kryptologischen Ausbildung von Mathematik-Studenten, darunter Marian Rejewski, Jerzy Różycki und Henryk Zygalski. Als Kryptoanalytiker gelang ihnen ab 1932 erstmals die Entzifferung der deutschen Enigma-Maschine. Sie wurde später, während des Zweiten Weltkriegs, zu Tausenden von der deutschen Wehrmacht zur Verschlüsselung ihres geheimen Nachrichtenverkehrs eingesetzt. Dieser konnte, von den Deutschen unbemerkt, von den Westalliierten „mitgelesen“ werden. Indirekt und postum hat somit Marcel Givierge sogar den Verlauf des Zweiten Weltkriegs beeinflusst.

## Schriften (Auswahl)
- Cours de cryptographie. Deuxième édition. Berger-Levrault, Paris 1932.
- Premières notions de cryptographie. Berger-Levrault, Paris 1935.
- Course in Cryptography (Cryptographic Series). Aegean Park Press, 1996, ISBN 978-08941-2028-2. (Englische Übersetzung seines Cours de cryptographie.)